# Incatenata (film 1946)
Incatenata (The Chase) è un film del 1946 diretto da Arthur Ripley.
È un film noir statunitense con Robert Cummings, Michèle Morgan e Steve Cochran. È basato sul romanzo del 1944 L'incubo nero (The Black Path of fear) di Cornell Woolrich.

## Trama
Chuck Scott, reduce di guerra con problemi mentali, viene assunto come autista da Eddie Roman, un gangster. Quando scopre che Eddie tiene segregata in casa la moglie Lorna, la libera e fugge via con lei a Cuba.

## Produzione
Il film, diretto da Arthur Ripley su una sceneggiatura di Philip Yordan e un soggetto di Cornell Woolrich, fu prodotto da Seymour Nebenzal per la Nero Films e girato da metà maggio all'inizio di agosto 1946. Il film doveva originariamente essere interpretato nel ruolo di Lorna da Joan Leslie che ebbe però problemi contrattuali con la Warner Bros.
È stato l'ultimo dei 5 film americani girati dall'attrice francese Michèle Morgan.

## Distribuzione
Il film fu distribuito con il titolo The Chase negli Stati Uniti dal 16 novembre 1946 al cinema dalla United Artists.
Altre distribuzioni:
- nel Regno Unito il 10 marzo 1947
- in Svezia il 4 agosto 1947 (Flykten till Havanna)
- in Francia il 25 ottobre 1947 (L'évadée)
- in Australia il 13 novembre 1947
- in Danimarca il 7 giugno 1948 (Flugten til Havana)
- in Portogallo il 25 gennaio 1950 (Sós ConAtra o Mundo)
- in Finlandia il 17 marzo 1950 (Vainooja)
- in Brasile (A Senda do Temor)
- in Italia (Incatenata)
- in Grecia (O fygas)
- in Polonia (Poscig)

## Critica
Secondo il Morandini il film è un "noir insolito, grottesco alla Welles". Morandini segnala inoltre una sequenza della durata di 20 minuti "assurdi" in cui realtà e sogno risulterebbero "in bilico".
Secondo Leonard Maltin il film è un "melodramma di buon intrattenimento". Maltin segnala l'interpretazione di Cochran.

## Restauro
Nel 2012 grazie alla UCLA Film & Television Archive la pellicola è stata restaurata con fondi forniti da The Film Foundation e The Franco-American Cultural Fund.